# Locus typicus (biologia)
Il locus typicus o località tipo (in inglese, type locality, TL) di una specie è la localizzazione geografica in cui l'esemplare tipo è stato scoperto e descritto per la prima volta. Nel caso dei parassiti, i termini "ospite tipo" o "simbiotipo" indicano l'organismo in cui per la prima volta il tipo è stato osservato e descritto. 

Esso può risultare estremamente preciso e dettagliato, come nel caso di una parte del corso di un fiume, di un toponimo fornito di quota altimetrica e così via; in altri casi, particolarmente negli autori più datati come Linneo, Hübner o Fabricius, può essere rappresentato da una intera nazione o da un continente, oppure può non essere riportato. 